# 相模原市立弥栄小学校
相模原市立弥栄小学校（さがみはらしりつ やえいしょうがっこう）は、神奈川県相模原市中央区弥栄三丁目にある公立小学校。横浜線淵野辺駅南口より徒歩20分。相模原市立弥栄中学校、神奈川県立相模原弥栄高等学校が隣接する。

## 沿革
- 1978年（昭和53年）
  - 4月1日 - 創立・開校。
  - 9月1日 - 校舎完成。
  - 9月20日 - 開校記念日。
- 2027年（令和9年）4月 -並木小学校を統合（予定）[1] 。

## 通学区域
- 相模原市中央区[2]
  - 相生1丁目
  - 相生2丁目
  - 相生3丁目
  - 相生4丁目
  - 高根2丁目
  - 弥栄1丁目
  - 弥栄2丁目
  - 弥栄3丁目

## 進学中学校
- 相模原市中央区[3]
  - 相模原市立弥栄中学校

## 交通アクセス
- 淵野辺駅（JR横浜線）から神奈川中央交通バスに乗車、青葉循環で「弥栄小学校前」より徒歩1分。